# 家老
家老，古代士族或大夫家臣中的長者，也是日本武家家臣團最高的役職，
亦是日本江户时代幕府或藩中的职位。家老一般有数人，采取合议制管理幕府和领地的政治，经济和军事活动。在幕府或藩中地位很高仅次于幕府将军和藩主。

## 概要
家老起源于镰仓时代和室町时代，那时候被称为年寄（としより、おとな），宿老（しゅくろう），执事（しつじ）。年寄在日语中是老人的意思，虽然家老通常由年长者担任，但并非年轻人就不能担任家老。
家老通常是谱代家臣中的佼佼者，原则上主家的分家不会担任家老。然而随着领地缩小，财政拮据，无法给与分家支藩的情况下，同主家断绝继承关系后也有担任家老的现象。
到了江户时代，由于参勤交替的原因，管理各藩在江户的宅第的家老称为江户家老（えどかろう）或江户诘家老（えどつめかろう）。在自己领地内的家老称为国家老（くにかろう），在所家老（ざいしょかろう）。国家老比江户家老地位高。家老中地位最高的称为笔头家老（ひっとうかろう），家老首座（かろうしゅざ），一番家老（いちばんかろう）。管理领地内行政的家老称为仕置家老（しおきかろう）。
除了御三家和御三卿的家老，其他大名的家老没有觐见将军的资格。亲藩大名和谱代大名往往为自己的家老讨取旗本的资格，这样家老就能随同自己觐见将军。外样大名的家老中除了禄高上万石的少数人以外都没有资格觐见将军。

### 付家老
付家老也称御附家老是分家从本家分离后，本家派往分家监视、指导的家老。幕府对御三家和御三卿也派驻付家老。
付家老可从本家和分家两头领取俸禄。有名的尾张藩成濑氏，纪伊藩水野氏，安藤氏还是领内的城主。参勤交替的时候陪同藩主一同前往江户觐见将军，地位几乎等同于大名。

### 家老的特权和义务
有人指出，房东对主人有负责的性格。 例如，如果与将军一样，在老中和陪护的诸侯家臣的通称被覆盖的情况下，各宫的家臣也被迫变更通称。 此外，在某些情况下，房主有一个下屋，除了他的豪宅，他住在城堡附近，这基本上是一个防御设施。 此外，通常不允许家庭佣人有权乘坐不允许的武士。
另一方面，他有时担任政府的实际首席运营官，而不是主君。 在最坏的情况下，它有时以在切腹或斩首上遭受降级或断名的形式履行责任。 在东北诸侯，在战争中失败后，对领主的惩罚被减轻了，而不是被家老承担全部责任并受到惩罚。

### 工作
基本上，他继续担任房舍，直到他去世，除非他因病或年老而被允许隐居或被免职。
通常，值班员是按月决定的，值班员是决定的。 值班人员由武士称为值班或月号。 重要事项在定期会议后，在评议处等会议上作出裁决。

## 著名的家老
- 平手政秀（尾張織田氏家老。）
- 直江兼续（米泽藩上杉家家老。）
- 大石良雄（赤穗藩浅野家首席家老。因元禄赤穗事件而出名）
- 多胡真荫（津和野藩家老。）
- 原田宗辅（仙台藩家老。）
- 栗山利章（福冈藩家老。）
- 恩田民亲（松代藩家老。）
- 河合道臣（姬路藩酒井家家老。）
- 渡边毕山（田原藩家老。）
- 调所广乡（萨摩藩家老。）
- 安岛带刀（水户藩家老。）
- 小松清廉（萨摩藩家老。）
- 西乡赖母（会津藩家老。）
- 河井繼之助（越后长冈藩家老。）
- 塩見小兵衛（松平藩家老），知行1000石，其位於鹽見繩手的武家屋敷為著名上級武士住宅代表，及觀光景點。